# Campeonato Paranaense de Futebol de 1955
O Campeonato Paranaense de 1955 foi a 41ª edição do campeonato estadual, com o campeão sendo o Monte Alegre, de Telêmaco Borba, que venceu a final contra o Ferroviário, de Curitiba.
Na ocasião, o campeonato foi disputado em dois turnos, onde o campeão estaria classificado para a final. O segundo finalista seria decidido em um terceiro turno, com os seis melhores da primeira fase. De maneira surpreendente, o Jacarezinho, vice-campeão de 1954, decidiu por não participar do certame de 1955, alegando questões relacionadas ao financeiro e ao formato da competição. O clube acabaria por não disputar mais o campeonato estadual.
Também solicitou licenciamento da disputa o Sociedade Educação Física Juventus, que por falta de condições decidiu se retirar do campeonato de 55. Sua ausência abriu caminho para a estreia do Caramuru, de Castro. Também ocorreu a estreia do Operário Ferroviário, de Ponta Grossa, que conseguiu sua inscrição após boas atuações nos campeonatos municipais e amadores.
O torneio marcou a história por ser o primeiro campeonato estadual onde o campeão era um clube de fora de Curitiba. Fundado em 1946 por nomes relacionados à Klabin, o Monte Alegre iniciou suas atividades como um clube amador, vindo a disputar o Campeonato Paranaense pela primeira vez em 1951, fazendo uma campanha mediana. A partir disso, Horácio Klabin, o gestor do clube, passou a investir mais em reforços, e o clube acumulou boas campanhas nos campeonatos seguintes: 4º lugar em 1952, 5º lugar em 1953 e 3º lugar em 1954. Em 1955, comandados pelo técnico Ruy Castro, o Motorzinho, fizeram um campeonato sólido, chegando à final com uma boa campanha e dominando nos três jogos da final, assim sagrando-se campeões.

## Participantes
| Equipe                             | Cidade         | Estádio                         | Títulos                                           |
| ---------------------------------- | -------------- | ------------------------------- | ------------------------------------------------- |
| Esporte Clube Água Verde           | Curitiba       | Estádio Orestes Thá             | —                                                 |
| Britânia Sport Club                | Curitiba       | Estádio Paula Soares            | 7 (1918, 1919,1920,1921,1922,1923, 1928)          |
| Palestra Itália Futebol Clube      | Curitiba       |                                 | 3 (1924, 1926, 1932)                              |
| Clube Atlético Ferroviário         | Curitiba       | Estádio Durival Britto e Silva  | 6 (1937, 1938, 1944, 1948, 1950, 1953)            |
| Coritiba Foot Ball Club            | Curitiba       | Estádio Belfort Duarte          | 13 (último em 1954)                               |
| Clube Atlético Paranaense          | Curitiba       | Estádio Joaquim Américo         | 9 (1925, 1926, 1930,1934, 1936, 1940, 1945, 1949) |
| Clube Atlético Monte Alegre        | Telêmaco Borba | Estádio Doutor Horácio Klabin   | —                                                 |
| Bloco Esportivo Morgenau           | Curitiba       | Estádio Moysés Lupion           | —                                                 |
| Caramuru Esporte Clube             | Castro         | Estádio Lulo Nunes              | —                                                 |
| Operário Ferroviário Esporte Clube | Ponta Grossa   | Estádio Germano Krüger          | —                                                 |
| Guarani Esporte Clube              | Ponta Grossa   | Estádio Joaquim de Paula Xavier | —                                                 |
| Referência:                        |                |                                 |                                                   |

## Primeira fase
A disputa da primeira fase ocorreu no método de turno e returno, onde todos os times jogavam contra todos.
O líder Monte Alegre fez uma boa campanha vencendo seus principais adversários nos dois turnos, não tendo perdido nenhum dos dois jogos para o Coritiba, vice-líder. O Atlético também fez um bom certame, porém com 4 derrotas nos últimos seis jogos acabou se afastando das chances de título. Os demais clubes fizeram campanhas regulares, se destacando dos quatro últimos clubes.
O Monte Alegre teve o melhor ataque da competição, marcando 61 gols em 20 jogos. O pior ataque foi o do Britânia, que marcou apenas 21. A melhor defesa foi a do Coritiba, sofrendo apenas 22 gols, e a pior sendo a do Bloco, que sofreu 74.
Os artilheiros da primeira fase foram Duílio (Coritiba) com 20 gols, Ivo (Coritiba) com 17 e Zeca (Operário) com 16.

### Classificação final
| Pos | Equipe              | Pts | J  | V  | E | D  | GP | GC | SG  | Classificação ou descenso                    |
| --- | ------------------- | --- | -- | -- | - | -- | -- | -- | --- | -------------------------------------------- |
| 1   | Monte Alegre        | 31  | 20 | 14 | 3 | 3  | 61 | 23 | +38 | Classificado para a final e o terceiro turno |
| 2   | Coritiba            | 29  | 20 | 12 | 5 | 3  | 58 | 22 | +36 | Classificado para o terceiro turno           |
| 3   | Atlético Paranaense | 25  | 20 | 10 | 5 | 5  | 34 | 35 | −1  | Classificado para o terceiro turno           |
| 4   | Guarani             | 24  | 20 | 9  | 6 | 5  | 44 | 27 | +17 | Classificado para o terceiro turno           |
| 5   | Operário-PR         | 23  | 20 | 8  | 7 | 5  | 38 | 30 | +8  | Classificado para o terceiro turno           |
| 6   | Ferroviário         | 22  | 20 | 9  | 4 | 7  | 43 | 26 | +17 | Disputa da sexta vaga                        |
| 7   | Água Verde          | 22  | 20 | 8  | 6 | 6  | 48 | 35 | +13 | Disputa da sexta vaga                        |
| 8   | Caramuru            | 14  | 20 | 5  | 4 | 11 | 22 | 38 | −16 |                                              |
| 9   | Palestra Itália     | 13  | 20 | 5  | 3 | 12 | 32 | 59 | −27 |                                              |
| 10  | Britânia            | 9   | 20 | 4  | 1 | 15 | 21 | 60 | −39 |                                              |
| 11  | Bloco Morgenau      | 8   | 20 | 3  | 2 | 15 | 31 | 74 | −43 |                                              |

### Decisão da sexta vaga
O regulamento previa que a sexta vaga para o terceiro turno seria disputada em uma melhor de 4 jogos, entre o sexto e o sétimo colocado, que eram o Ferroviário e o Água Verde, respectivamente.

#### Primeiro jogo
Em 06 de fevereiro de 1956, no estádio Orestes Thá, foi disputado o primeiro jogo da decisão da vaga. O Ferroviário dominou o jogo, saindo na frente aos 19 minutos do primeiro tempo, com gol de peixinho de Braguinha. O Água Verde empatou aos 39, quando Jair fez gol após escanteio cobrado. No segundo tempo, aos 3 minutos, China cobrou escanteio e Braguinha de cabeça fez o segundo do Ferroviário. Quatro minutos depois, o zagueiro Nico do Água Verde fez pênalti em Braguinha, e Maurilio fez o terceiro. Aos 13, em rebote do escanteio, Jair aproveitou e descontou para o Água Verde, mas aos 36 Braguinha marca novamente e finaliza o jogo em 4x2 para o Ferroviário, que ia com vantagem para o segundo jogo.

#### Segundo jogo
A segunda partida foi realizada no Estádio Durival de Britto em 11 de fevereiro de 1956.  Precisando do resultado, o Água Verde jogou melhor o jogo todo, criando diversas chances de gol mas com dificuldades em marcar. Porém, aos 43 do segundo tempo, o atacante Djalma aproveitou o contra-ataque e abriu o placar para o Ferroviário, acabando com as chances do Água Verde e classificando o Ferroviário para o terceiro turno.

## Terceiro turno
O terceiro turno foi disputado com os cinco times classificados da primeira fase, mais o Ferroviário, que venceu o Água Verde na disputa pela sexta vaga. O primeiro colocado disputaria a final com o já classificado Monte Alegre.
A disputa para a vaga na final foi disputada entre Coritiba e Ferroviário. O Ferroviário venceu seus quatro primeiros jogos, mas perdeu o último para o Coritiba, colocando em risco sua classificação. O Coritiba chegou para o último jogo com três vitórias e um empate, bastando vencer para disputar a final, porém foi surpreendido pelo Guarani e perdeu de 3x0, sendo eliminado da competição.
Os artilheiros do terceiro turno foram Braguinha (Ferroviário) e Taíco (Monte Alegre) com 6 gols cada, seguidos de Duílio (Coritiba) e Afinho (Atlético) com 5 cada.

### Classificação final
| Pos | Equipe              | Pts | J | V | E | D | GP | GC | SG | Classificação ou descenso |
| --- | ------------------- | --- | - | - | - | - | -- | -- | -- | ------------------------- |
| 1   | Ferroviário         | 8   | 5 | 4 | 0 | 1 | 10 | 3  | +7 | Classificado para a final |
| 2   | Coritiba            | 7   | 5 | 3 | 1 | 1 | 14 | 12 | +2 |                           |
| 3   | Guarani             | 6   | 5 | 3 | 0 | 2 | 11 | 8  | +3 |                           |
| 4   | Monte Alegre        | 4   | 5 | 2 | 0 | 3 | 8  | 15 | −7 |                           |
| 5   | Atlético Paranaense | 3   | 5 | 1 | 1 | 3 | 14 | 15 | −1 |                           |
| 6   | Operário-PR         | 2   | 5 | 1 | 0 | 4 | 12 | 16 | −4 |                           |

### Partidas
|              | FER | COR | GUA | MTA | ATL | OPE |
| ------------ | --- | --- | --- | --- | --- | --- |
| Ferroviário  | —   |     | 1-0 | 4-1 | 2-1 | 3-0 |
| Coritiba     | 1-0 | —   |     | 3-2 | 4-4 | 6-3 |
| Guarani      |     | 3-0 | —   |     | 4-2 | 2-1 |
| Monte Alegre |     |     | 4-2 | —   |     | 4-0 |
| Atlético     |     |     |     | 6-1 | —   |     |
| Operário     |     |     |     |     | 4-1 | —   |

| Vitória do mandante; Vitória do visitante; Empate. | Em negrito os jogos "clássicos". |

## Finais
A final do campeonato foi decidida em uma melhor de três jogos, disputados entre Monte Alegre, campeão dos dois turnos, e Ferroviário, campeão do turno de finalistas.

### Primeiro jogo
O primeiro jogo da final foi disputado em 8 de abril de 1956, no estádio Durival de Britto, casa do Ferroviário. O Monte Alegre iniciou como favorito após a boa campanha nos dois turnos iniciais do campeonato, mas o Ferroviário vinha em crescente após bom desempenho no terceiro turno.
Em um jogo movimentado, o Monte Alegre saiu na frente no primeiro tempo, aos 21 minutos, quando Cezar Frizio recebe a bola em boa posição e consegue deslocar o goleiro Nivaldo. Já no segundo tempo, Taico lança a bola na área e Cezar Frizio domina, mandando para o gol e ampliando o placar para 2x0, nos 20 minutos. O Ferroviário reagiu e, aos 35 minutos, Calouro encontra China no meio da área, que domina e chuta no canto esquerdo do gol, descontando para 2x1. No fim do jogo, China chuta ao gol, o goleiro Bolivar defende mas a bola sobra para Djalma, que aproveita a chance e faz o gol de empate do time da casa.
| 8 de abril | Ferroviário          | 2-2 | Monte Alegre         | Estádio Durival Britto, Curitiba             |
|            | China 35' Djalma 88' |     | Cezar Frizio 21, 65' | Renda: Cr$ 118.700,00 Árbitro: Ataíde Santos |

### Segundo jogo
Foi disputado em 15 de abril de 1956 no Estádio Horácio Klabin, em Telêmaco Borba. O Monte Alegre entrou como favorito após conseguir um empate fora de casa no primeiro jogo e tendo a vantagem de jogar em casa. O Ferroviário também entrou otimista para a disputa, pois podia surpreender o time local assim como o Coritiba havia feito com o Jacarezinho no campeonato de 1954.
Aos 20 minutos do primeiro tempo, Cezar Veiga cobra escanteio e Nelson marca de cabeça, abrindo o placar para o Monte Alegre. Dois minutos depois, em contra-ataque, Nestor lançou a bola na grande área e Nelson faz o seu segundo gol, aproveitando falha do goleiro Nivaldo, do Ferroviário. Já nos 15 minutos do segundo tempo, Taico recupera a bola de sair de jogo, cruza para a área e Nelson faz um hat-trick, ampliando a vantagem para 3x0. Aos 29 minutos, em falha da defesa do Monte Alegre, Arion aproveita e faz o único gol do Ferroviário, assim encerrando a partida com 3x1 para o time da casa. O Monte Alegre poderia empatar o terceiro jogo que sairia campeão.
| 15 de abril | Monte Alegre       | 3−1 | Ferroviário | Estádio Dr. Horácio Klabin, Telêmaco Borba  |
|             | Nelson 20, 22, 60' |     | Arion 74'   | Renda: Cr$ 28.640,00 Árbitro: Ataide Santos |

### Terceiro jogo
O terceiro jogo da final ocorreu em 22 de abril de 1956 no estádio Joaquim Américo, em Curitiba. O Monte Alegre chegou pressionado para a disputa do título, pois o empate no primeiro jogo fez com que o time não fosse campeão no segundo, mas detinha a vantagem de ser campeão apenas com um empate. Também havia muita torcida pelo time poder ser o primeiro campeão do interior do Paraná, após dois anos com vice-campeões do interior.

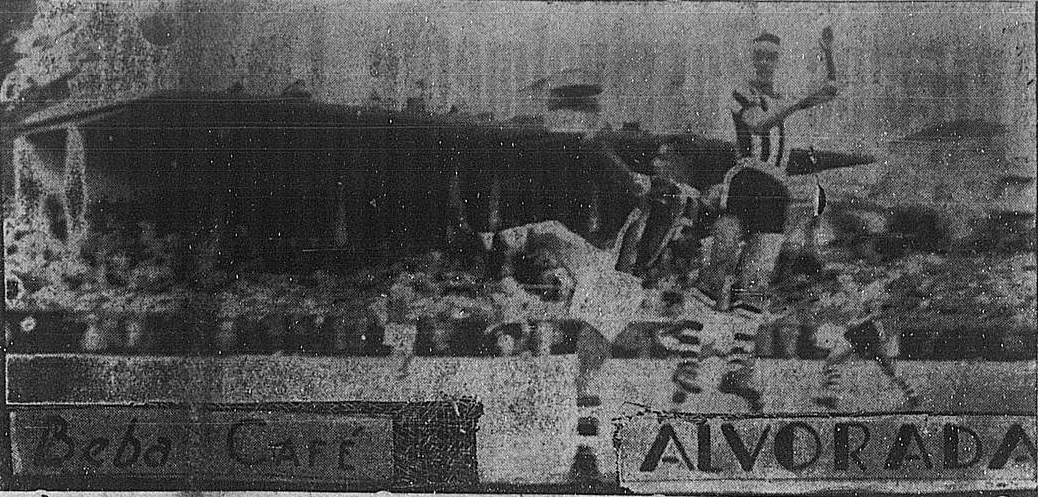
Momento em que Nelson faz o gol do título

A partida foi descrita pelos veículos de mídia como "fraca" e com poucas chances criadas para os dois times. Aos 42 minutos do primeiro tempo, em ataque pela direita, Marcelino cruzou a bola para a grande área, o atacante Nelson disputou com o marcador e, de cabeça, marcou o único gol do jogo, que sacramentou a vitória do Monte Alegre e o título de campeão paranaense.
| 22 de abril | Ferroviário | 0−1 | Monte Alegre | Estádio Joaquim Américo, Curitiba               |
|             |             |     | Nelson 42'   | Renda: Cr$ 129.860,00 Árbitro: Amilcar Ferreira |

## Estatísticas

### Artilharia
| Gols | Jogador      | Equipe       |
| ---- | ------------ | ------------ |
| 25   | Duílio       | Coritiba     |
| 19   | Ivo          | Coritiba     |
| 18   | Afinho       | Atlético     |
| 17   | Zeca         | Operário-PR  |
| 15   | Ocimar       | Monte Alegre |
| 15   | William      | Coritiba     |
| 15   | Taíco        | Monte Alegre |
| 14   | Cezar Frizio | Monte Alegre |
| 13   | Nenê         | Água Verde   |

Fonte: 